# Hogcock!
«Hogcock!» es el duodécimo episodio de la séptima temporada de la serie de comedia de la televisión estadounidense 30 Rock, el episodio 137 en general, y la primera parte del final de la serie de una hora. Fue dirigido por Beth McCarthy-Miller y escrito por Jack Burditt y Robert Carlock. El episodio salió al aire originalmente como un episodio de una hora de duración, junto con «Last Lunch», en la National Broadcasting Company (NBC) de la red en los Estados Unidos el 31 de enero de 2013. Las estrellas invitadas en este episodio incluyen a James Marsden, Julianne Moore y Salma Hayek.